# U-Bahn-Station Michelbeuern
Michelbeuern AKH is een metrostation in het district Alsergrund van de Oostenrijkse hoofdstad Wenen. Het station werd geopend op 31 oktober 1987 en wordt bediend door de lijn U6. Vanaf 2028 zal ook lijn U5 het station aandoen. Het station is genoemd naar de buurt Michelbeuern in het district Alsergrund en het algemene ziekenhuis van Wenen (AKH) dat vlak naast het station ligt.

## Stadtbahn

### Aanleg
Overeenkomstig het bouwbesluit uit 1892 omtrent de Wiener Dampfstadtbahn werd door de Commission für Verkehrsanlagen in Wien van meet af aan een goederen- en bevoorradingsstation aan de Gürtellinie in Michelbeuern gepland. Dit station strekte zich uit over een lengte van 740 meter tussen de Canongasse en de Czermakgasse, de tegenwoordige Leo-Slezak-Gasse. Het emplacement ligt in een boog met een boogstraal van 200 meter en lag grotendeels lager dan de naastgelegen Gürtelstraße, zodat het met steunmuren en keerwanden begrensd moest worden. Aanvankelijk werden naast de twee doorgaande sporen, twee zijsporen en twee kopsporen gepland. De bouw begon op 16 februari 1893 waarmee het, afgezien van de verwijdering van een waterkelder, de eerste bouwwerkzaamheden waren van de hele Stadtbahn.
De Neder-Oostenrijkse gezondheidsdienst maakte bezwaar tegen de bouw omdat het lawaai van de treinen de patiënten van hun naastgelegen psychiatrische inrichting am Brünnlfeld zou storen en daarom de inrichting verplaatst zou moeten worden. De bezwaren werden nog in 1892 afgewezen omdat het argument van onrust onder de patiënten vergezocht is gezien de grote afstand tussen station en inrichting. Desondanks werden de plannen zodanig aangepast dat de gemeente Wenen een weg tussen het station en de tuin van de inrichting, de innere Gürtel, kon aanleggen. Overwogen werd om bij Michelbeuern ook een bekolingsinstallatie de bouwen waarmee er ook kolengoten zouden komen. In 1894 was er echter nog niets besloten en uiteindelijk kwam het er niet van.
Om het doel van levensmiddelbevoorrading tegemoet te komen kreeg het station bij het kruispunt Währinger Gürtel / Kreuzgasse / Kutschkergasse op een terrein van 820 m2 een gebouw van twee lagen. De begane grond werd als magazijn voor de goederenoverslag ingericht, de eerste verdieping op straatniveau als markthal aangevuld met dienstruimtes. Aanvankelijk lag er aan de straatzijde een veranda die echter voor de verbreding van de Gürtel werd afgebroken.
Het gebouw aan de Währinger Gürtel 40 werd, net als de andere gebouwen van de Stadtbahn, ontworpen door Otto Wagner als centralemarkthal voor paddenstoelen en bessen. Het werd in september 1895 opgeleverd en daarmee bijna drie jaar voor de Stadtbahnzelf. Het ligt op 200 meter boven zeeniveau en is daarmee het hoogste punt van het district Alsergrund.

### Stoom
De treindienst op de Gürtellinie begon op 11 mei 1898 nadat op 9 mei 1898 de Stadtbahn officieel geopend was door keizer Franz Joseph die met de koninklijke trein was aangereisd. De feestelijkheden vonden plaats op het toen nog onbebouwde terrein rond het station. Destijds waren er ook geen wissels tussen de beide doorgaande sporen en de personentreinen op de Stadtbahn stopten hier niet.
Pas na de officiële opening werd begonnen met de aanleg van de sporen 3 en 4 die in 1899 in bedrijf kwamen voor het goederenvervoer naar de markthal. Deze sporen werden in beide richtingen met wissels aangesloten op de doorgaande sporen voor het personenvervoer. Hierom was er een seinhuis nodig dat met accu's werd uitgerust en door een wisselwachter werd bediend. Deze kreeg zijn opdrachten van een treindienstleider in dezelfde ruimte. Het seinhuis, dat in juli 1898 in gebruik kwam, bestuurde 16 wissels, 7 seinpalen en 16 rijwegen.
De markthal werd al op 30 april 1903 verlaten en in 1907 kwam er de pompeus ingerichte Edisonbioscoop, destijds de grootste van Wenen. In de opgesierde, met gekleurde gloeilampen verlichtte zaal, waren verschillende loges en een standbeeld van de keizer. De bioscoop hield het 10 jaar vol tot in de Eerste Wereldoorlog het buffet in gebruik kwam als gaarkeuken voor kinderen in nood. Het voormalige stationsgebouw wordt in de 21e eeuw gebruikt als boksclub en trainingsruimte voor de tafeltennisclub van de Wiener Linien Daarnaast zijn er ook dienstwoningen in het gebouw.

### Elektrisch
In het kader van de overdracht van de Gürtellinie aan de gemeente Wenen ten behoeve van de elektrificatie werden door de staatsspoorwegen vanaf 23 december 1923 geen goederen meer aangenomen en de goederenritten naar Michelbeuern De städtische Straßenbahnen (WStB) namen het in het voorjaar van 1925 geëlektrificeerde goederenstation en legden een verbindingsspoor tussen het tramnet en de Stadtbahn. Daarnaast kreeg het station een kopspoor met krachtsroomaansluiting voor een omvormingswagen. Het goederenvervoer was voor de gemeente Wenen van ondergeschikt belang terwijl de elektrische sneltrams meer reizigers trokken dan verwacht. Daarom werd op de plaats van de goederensporen op 5 juli 1927 een derde depot, naast Hütteldorf-Hacking en Heiligenstadt voor de elektrische Stadtbahn geopend. De 200 meter lange gebogen loods bood op 4 sporen plaats aan 72 bakken. Onder een houten afdak buiten konden nogeens 32 bakken gestald worden en op de opstelsporen was plaats voor 69 bakken. Het depot werd vervolgens ook gebruikt om passerende sneltrams te verlengen of in te korten. Het goederenverkeer langs Michelbeuren eindigde in 1927 terwijl de sneltrams alleen voor technische doelen bij het station stopten. De tramlijn 18G die een deel van de Gürtellinie samen met de Stadtbahn wisselde hier van 1927 t/m 1945 tussen Stadtbahn en het tramnet over het verbindingsspoor.

## Metro
Op 26 januari 1968 werd besloten om een metronet aan te leggen met drie lijnen. De nadere uitwerking van het metronet, de U-Bahn-Netzvariante M uit 1970, omvatte een veel groter net met verlengingen die pas later zouden worden toegevoegd. In dit grotere net was de U6 opgenomen die ten zuiden van de Volksoper zou bestaan uit de omgebouwde Gürtellinie en Het depot Michelbeuern moest als station Kreuzgasse de overgang worden tussen ombouw en nieuwbouw.
Het net zou vertakkingen krijgen buiten het centrum maar dat idee werd geschrapt, nadat in september 1981 de eerste dienst met een vertakking bij Schottenring na drie weken werd gestaakt vanwege de ernstige verstoringen die dit in de dienstuitvoering veroorzaakte. De metroplannen werden gewijzigd en in plaats van de U6 ten noorden van Michelbeuern langs het Franz-Josef-Bahnhof en Friedensbrücke te leggen werd ook de Gürtellinie ten noorden van Michelbeuren in de U6 opgenomen.
Bovendien werd gekozen om de U6 niet als de andere lijnen te voorzien van hoge perrons en een derde rail. De komst van lagevloertrams en de minimale veranderingen aan de stations bij behoud van de bovenleiding waren de redenen om voor deze oplossing te kiezen. Het station werd op 31 oktober 1987 voor reizigersverkeer geopend en kreeg daarbij de toevoeging Algemeines Krankenhaus, hierbij werd ook de stationscode van MB in MI gewijzigd. Aanvankelijk stopten hier de lijnen G en GD en op 7 oktober 1989 ging de metrodienst van de U6 start. Het voormalige depot van de Stadtbahn wordt sinds 1989 gebruikt door de U6 en is in de periode 1999 – 2002 uitgebouwd tot de huidige omvang. Hier worden de zesassige lagevloertrams van de reeksen T en T1 gestald en onderhouden. Ten noorden van de voormalige markthal ligt nog een verbindingsspoor tussen het depot en de stadstram dat wordt gebruikt voor opzendingen van en naar de hoofdwerkplaats van de Wiener Linien.
In 2014 werd besloten tot de verlenging van de U2 naar het zuiden en de bouw van de U5. Deze bestaat uit de ombouw van de Lastenstraßentunnel en nieuwbouw van een tunnel naar Hernals die bij Michelbeuern de U6 ondergronds zal kruisen.

## Ligging en inrichting
Het eilandperron met vleugeldak ligt op maaiveldniveau naast het depot, het stationsgebouw ligt aan een loopbrug, Michelbeuernsteg, tussen de Währinger Gürtel en het ziekenhuis. De vormgeving is geïnspireerd op de stations van Otto Wagner langs de Gürtellinie. Het stationsgebouw en het perron zijn door een lift, een roltrap en een vaste trap onderling verbonden.

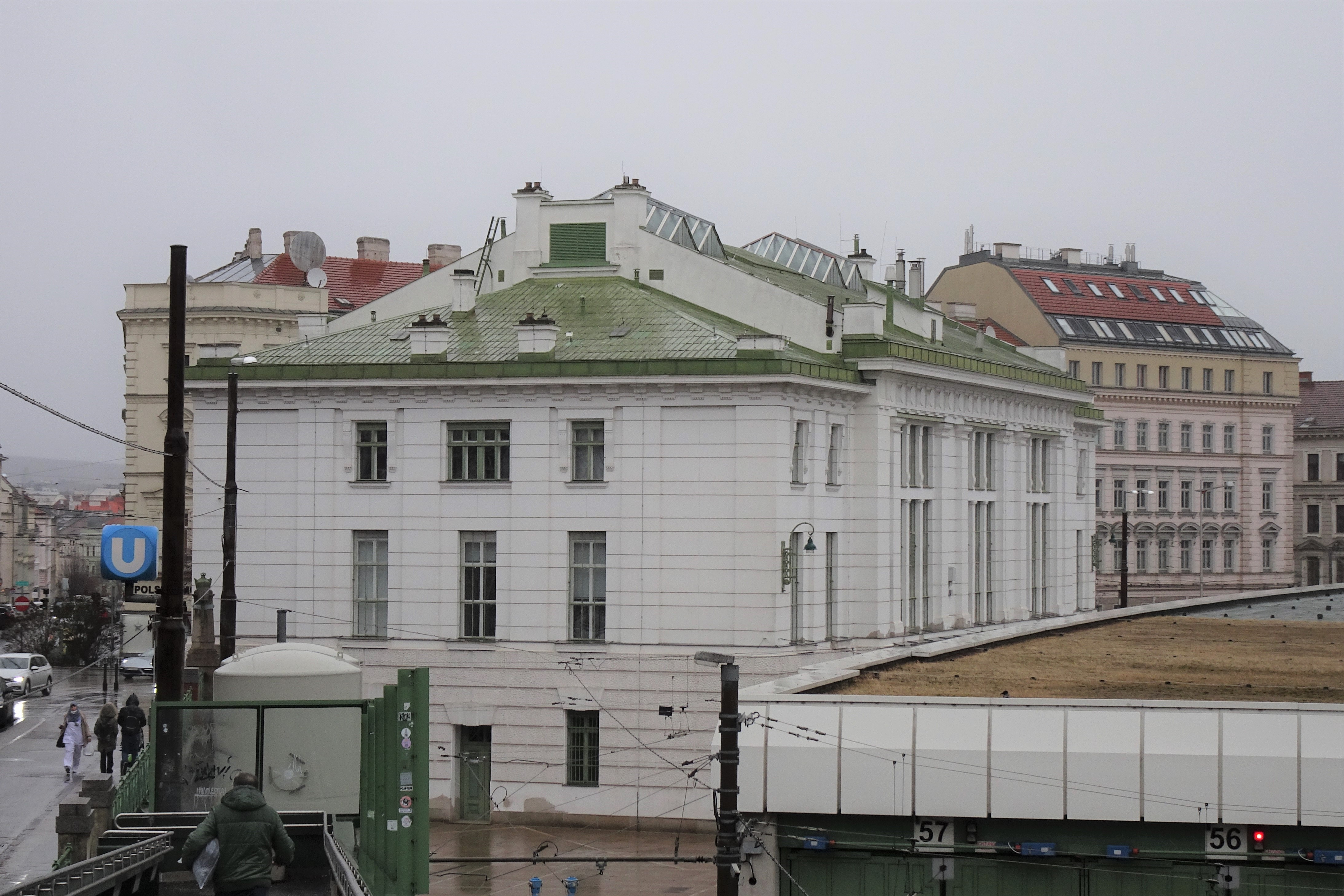
De markthal uit 1895
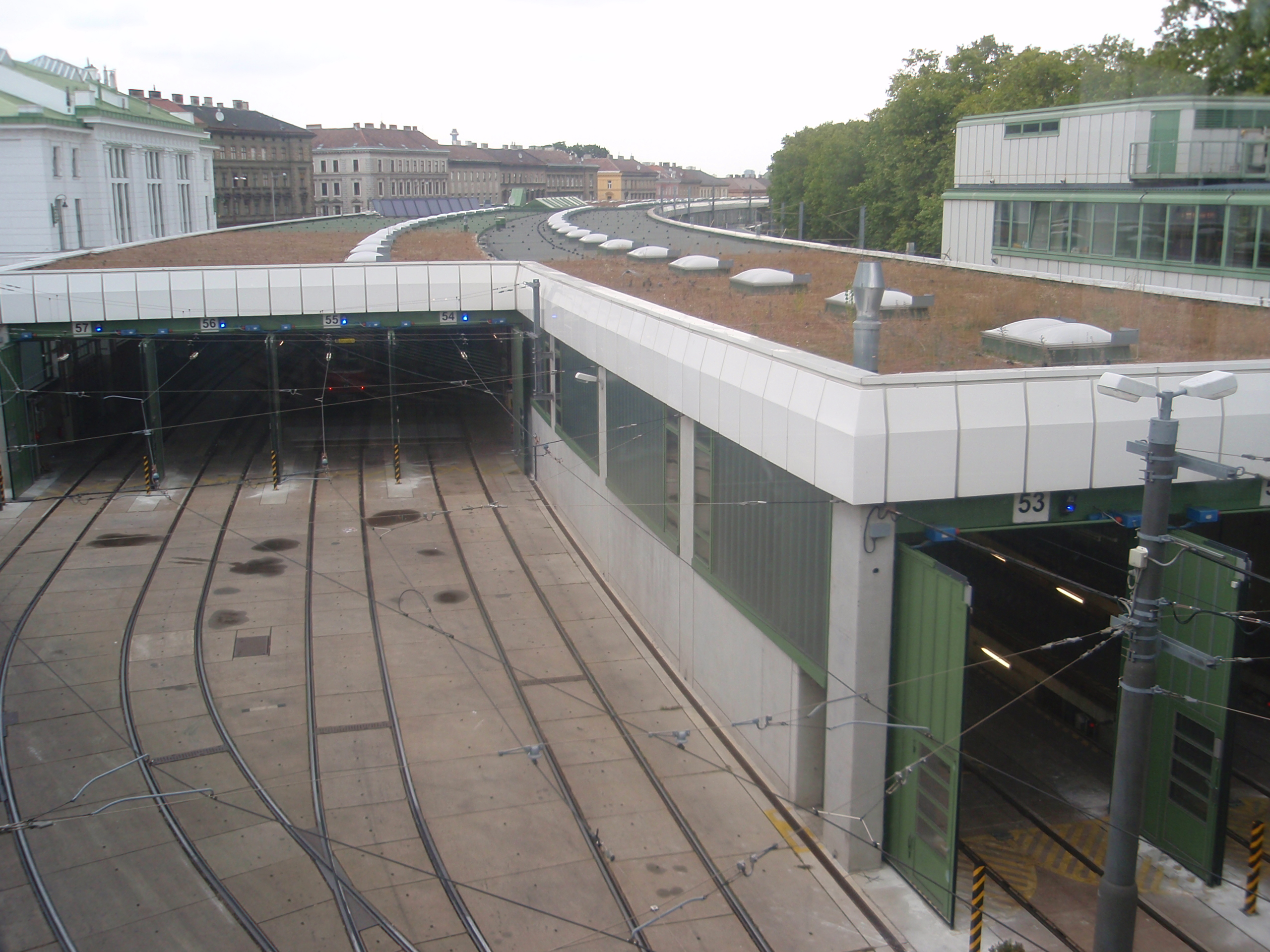
Het depot in het metrotijdperk
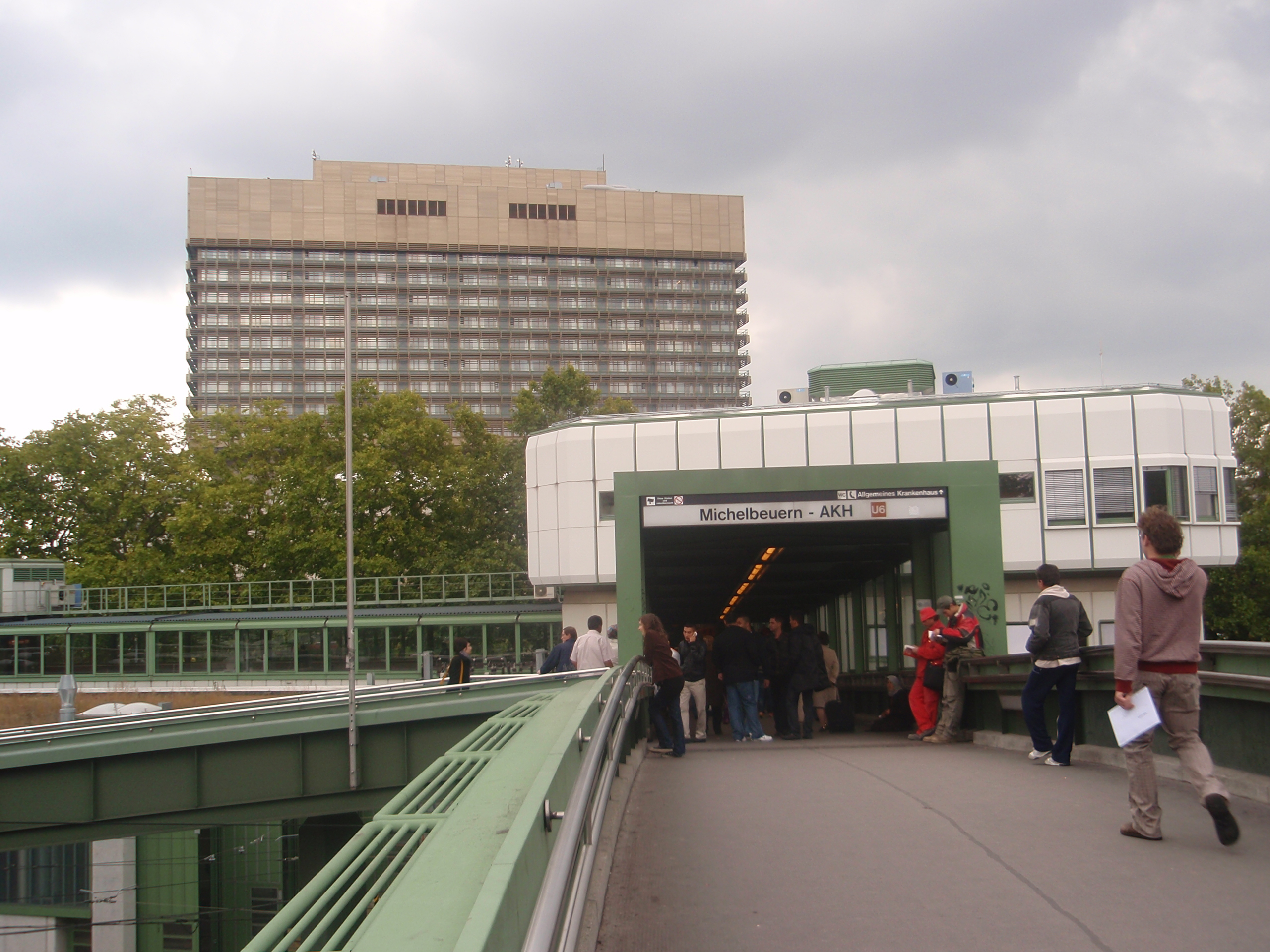
De voetgangersbrug tussen de Gürtel en het ziekenhuis die tevens dient als stationstoegang